# 劉易斯·歐文
劉易斯·歐文（英語：Lewis Irving，1995年11月10日—），加拿大自由式滑雪運動員，他代表加拿大隊參加了在中國舉行的2022年冬季奧林匹克運動會，並且在混合團體空中技巧比賽上獲得銅牌。